# Prêtre latin
Les prêtres latins étaient, dans la religion romaine, les prêtres publics des cultes des cités latines conquises par Rome.
Dans les premiers siècles de Rome, lorsqu'une ville latine, vaincue et conquise par les Romains, était, sous quelque forme que ce fût, annexée à la cité romaine, ses cultes publics ou sacra étaient adoptés par le peuple romain. Le soin de célébrer ces cultes incombait à des prêtres ou à des sodalités, dont les noms rappelaient le nom de la ville à laquelle les cultes avaient primitivement appartenu. 
- Sacerdotes Albani : à proprement parler, il n'y avait point de prêtres ni de membres d'une sodalité qui fussent appelés à Rome sacerdotes Albani. Les cultes d'Albe la Longue devinrent des cultes romains : on connaît des pontifices Albani, des Salii Albani présidés par un magister Saliorum, des virgines ou Vestales Albanae, un Rex sacrorum albanorum
- Sacerdotes Cabenses : le titre complet de ces prêtres était sacerdotes Gabenses feriarum Latinarum montis Albani, et leur nom abrégé sacerdotes Cabenses montis Albani, d'après le nom de la cité latine de Cabum, nommée par Pline et par Denys d'Halicarnasse.
- Sacerdotes Caeninenses ou Caeninensium : ces prêtres mentionnés par quelques inscriptions. D'après la tradition, Caenina avait été détruite par Romulus.
- Sacerdotes Lanuvini : ces prêtres, recrutés en général parmi les citoyens romains de haute condition, formaient un collège consacré spécialement au culte de Juno Sospita, la principale déesse de Lanuvium. Cette déesse, en l'honneur de laquelle un temple avait été construit à Rome, avait gardé son sanctuaire de Lanuvium, mais ce sanctuaire et le culte qui s'y célébrait étaient devenus communs aux Romains et aux municipes Lanuvini. Outre les sacerdotes Lanuvini, on connaît un flamen maximus à Lanuvium.
- Sacerdotes Laurentes Lavinates ou Laurentium Lavinatium. Après la défaite de Lavinium, en -338, le culte antique et très révéré des Pénates, qui passaient pour avoir été apportés dans cette ville par Énée, fut confié à la cité voisine de Laurentum. Un collège de prêtres, dans le titre desquels figuraient les noms des deux villes (sacerdos Laurens Lavinas, sacerdos Laurentium Lavinatium, sacerdos apud Laurentes Lavinates, etc.) existait encore sous l'Empire. Mais il semble que le titre de sacerdos Laurens Lavinas fût alors plutôt honorifique, puisqu'on trouve des personnages revêtus de ce titre jusqu'en Dacie et en Afrique. Auprès de ces sacerdotes, les inscriptions font connaître des flamines, des pontifes, des saliens attachés à ce même culte.
- Sacerdotes Suciniani : ces prêtres sont mentionnés sur quatre inscriptions de Rome. Leur origine est inconnue. Nulle part on ne trouve citée une ville de Sucinium ou de Sucinia dans le Latium.
- Sacerdotes Tusculani : depuis -371, date à laquelle Tusculum reçut le droit de cité romaine, le culte poliade de cette ville, celui de Castor et Pollux, fut adopté par l'État romain. Le soin de ce culte fut confié à divers prêtres ou fonctionnaires religieux, dont plusieurs sont désignés dans les textes épigraphiques par le titre de sacerdos Tusculanus. Peut-être tous les prêtres attachés à ce culte formaient-ils une sodalité, puisqu'on trouve également mention de sociales sacrorum Tusculanorum.

## Source
« Prêtre latin », dans Charles Victor Daremberg et Edmond Saglio (dir.), Dictionnaire des Antiquités grecques et romaines, 1877-1919 [détail de l’édition] (lire en ligne) (« quelques transcriptions d'articles », sur mediterranees.net)